# Itame fulvaria
Itame fulvaria är en fjärilsart som beskrevs av Charles Joseph de Villers 1789. Itame fulvaria ingår i släktet Itame och familjen mätare. Inga underarter finns listade i Catalogue of Life.